# Phanera yunnanensis
Espèce
Phanera yunnanensis est une espèce de plantes à fleurs de la famille des Fabacées.